# Æthelwald (East Anglia)

Das Königreich East Anglia in frühangelsächsischer Zeit

Æthelwald (auch Aediluald und Aethelwold, dt.: „edler Herrscher“; † 664) war von 655 bis 664 König des angelsächsischen Königreiches East Anglia aus der Dynastie der Wuffinger.

## Familie
Æthelwalds Vater war Eni. Die Könige Anna und Æthelhere waren seine Brüder und Vorgänger. Der in der Anglian collection als Enis Sohn genannte Æthelric ist vermutlich nur eine Falschschreibung für seinen Bruder Æthelhere.

## Leben
Æthelwalds Bruder Æthelhere war in seiner kurzen Herrschaft weitgehend von Penda von Mercia abhängig. Penda und Æthelhere fielen in der Schlacht von Winwaed bei Loidis (Leeds) am 15. November 655 gegen Oswiu von Northumbria. Während der Norden Mercias an Oswiu und der Süden an Pendas Sohn Peada ging, folgte in East Anglia Æthelwald auf den Thron.
Über Æthelwalds Herrschaft wurde kaum etwas überliefert. Eine Oberherrschaft East Anglias über Essex ist für die Zeit Æthelwalds nicht auszuschließen. Æthelwald war der Taufpate, als König Swithhelm von Essex um 661 in Rendelsham, dem Königssitz East Anglias, von Bischof Cedd getauft wurde.
Æthelwald starb vermutlich im Jahr 664, als in ganz Britannien eine Seuche ausbrach, die zahlreiche Opfer forderte.